# Leviapseudes wolffi
Leviapseudes wolffi är en kräftdjursart som först beskrevs av Lang 1968.  Leviapseudes wolffi ingår i släktet Leviapseudes och familjen Apseudidae. Inga underarter finns listade i Catalogue of Life.